# Nazionale maschile di pallavolo dell'Austria
La nazionale maschile di pallavolo dell'Austria è una squadra europea composta dai migliori giocatori di pallavolo dell'Austria ed è posta sotto l'egida della Federazione pallavolistica dell'Austria.

## Rosa
Segue la rosa dei giocatori convocati per l'European Silver League 2023.
| N° | Nome                | Ruolo | Data di nascita   | Squadra                |
| -- | ------------------- | ----- | ----------------- | ---------------------- |
| 2  | Samuel Müller       | P     | 30 dicembre 2003  | Raiffeisen Waldviertel |
| 4  | Richard Hensel      | C     | 27 febbraio 2004  | Hartberg               |
| 5  | Jacob Kitzinger     | L     | 21 agosto 2003    | Aich/Dob               |
| 7  | Noel Krassnig       | S     | 30 settembre 2002 | Aich/Dob               |
| 8  | Alexander Tusch     | P     | 19 novembre 1992  | Hebăr                  |
| 9  | Sebastian Sablatnig | C     | 6 maggio 2002     | Graz                   |
| 10 | Julian Zehner       | L     | 25 gennaio 2004   | Graz                   |
| 11 | Tobias Willimek     | S     | 29 novembre 2005  | Döbling                |
| 13 | Maximilian Thaller  | P     | 13 dicembre 1993  | Hartberg               |
| 14 | Michael Czerwiński  | O     | 7 settembre 2003  | Amstetten              |
| 15 | Niklas Etlinger     | S     | 3 agosto 1999     | Ried                   |
| 16 | Lukas Glatz         | S     | 5 gennaio 2005    | Hartberg               |
| 17 | Benedikt Sablatnig  | O     | 1º gennaio 2005   | Graz                   |
| 19 | Stefan Mülleder     | C     | 7 febbraio 2005   | Graz                   |
| 21 | Clemens Ecker       | O     | 25 dicembre 2000  | HAOK Mladost           |
| 22 | Paul Nusterer       | S     | 13 giugno 2005    | Sankt Pölten           |
| 34 | Jonas Mürzl         | S     | 21 novembre 2003  | Ried                   |

## Risultati

### Competizioni FIVB
| 1949 | non qualificata | -            |
| 1952 | non qualificata | -            |
| 1956 | 20º posto       | Convocazioni |
| 1960 | non qualificata | -            |
| 1962 | 19º posto       | Convocazioni |
| 1966 | non qualificata | -            |
| 1970 | non qualificata | -            |
| 1974 | non qualificata | -            |
| 1978 | non qualificata | -            |
| 1982 | non qualificata | -            |
| 1986 | non qualificata | -            |
| 1990 | non qualificata | -            |
| 1994 | non qualificata | -            |
| 1998 | non qualificata | -            |
| 2002 | non qualificata | -            |
| 2006 | non qualificata | -            |
| 2010 | non qualificata | -            |
| 2014 | non qualificata | -            |
| 2018 | non qualificata | -            |
| 2022 | non qualificata | -            |

### Competizioni CEV
| 1948 | non qualificata | -            |
| 1950 | non qualificata | -            |
| 1951 | non qualificata | -            |
| 1955 | 13º posto       | Convocazioni |
| 1958 | 18º posto       | Convocazioni |
| 1963 | 16º posto       | Convocazioni |
| 1967 | 19º posto       | Convocazioni |
| 1971 | 21º posto       | Convocazioni |
| 1975 | non qualificata | -            |
| 1977 | non qualificata | -            |
| 1979 | non qualificata | -            |
| 1981 | non qualificata | -            |
| 1983 | non qualificata | -            |
| 1985 | non qualificata | -            |
| 1987 | non qualificata | -            |
| 1989 | non qualificata | -            |
| 1991 | non qualificata | -            |
| 1993 | non qualificata | -            |
| 1995 | non qualificata | -            |
| 1997 | non qualificata | -            |
| 1999 | 8º posto        | Convocazioni |
| 2001 | non qualificata | -            |
| 2003 | non qualificata | -            |
| 2005 | non qualificata | -            |
| 2007 | non qualificata | -            |
| 2009 | non qualificata | -            |
| 2011 | 16º posto       | Convocazioni |
| 2013 | non qualificata | -            |
| 2015 | non qualificata | -            |
| 2017 | non qualificata | -            |
| 2019 | 23º posto       | Convocazioni |
| 2021 | non qualificata | -            |
| 2023 | non qualificata | -            |

| 2004 | non qualificata | -            |
| 2005 | non qualificata | -            |
| 2006 | non qualificata | -            |
| 2007 | non qualificata | -            |
| 2008 | 7º posto        | Convocazioni |
| 2009 | 11º posto       | Convocazioni |
| 2010 | 8º posto        | Convocazioni |
| 2011 | 12º posto       | Convocazioni |
| 2012 | 8º posto        | Convocazioni |
| 2013 | 9º posto        | Convocazioni |
| 2014 | 7º posto        | Convocazioni |
| 2015 | 10º posto       | Convocazioni |
| 2016 | 3º posto        | Convocazioni |
| 2017 | non qualificata | -            |
| 2018 | non qualificata | -            |
| 2019 | non qualificata | -            |
| 2021 | non qualificata | -            |
| 2022 | non qualificata | -            |
| 2023 | non qualificata | -            |
| 2024 | non qualificata | -            |
| 2025 | non qualificata | -            |

| 2018 | 5º posto        | Convocazioni |
| 2019 | 3º posto        | Convocazioni |
| 2021 | 5º posto        | Convocazioni |
| 2022 | non qualificata | -            |
| 2023 | 3º posto        | Convocazioni |
| 2024 | 2º posto        | Convocazioni |
| 2025 | 4º posto        | Convocazioni |

### Competizioni estinte
| 1990 | non qualificata | -            |
| 1991 | non qualificata | -            |
| 1992 | non qualificata | -            |
| 1993 | non qualificata | -            |
| 1994 | non qualificata | -            |
| 1995 | non qualificata | -            |
| 1996 | non qualificata | -            |
| 1997 | non qualificata | -            |
| 1998 | non qualificata | -            |
| 1999 | non qualificata | -            |
| 2000 | non qualificata | -            |
| 2001 | non qualificata | -            |
| 2002 | non qualificata | -            |
| 2003 | non qualificata | -            |
| 2004 | non qualificata | -            |
| 2005 | non qualificata | -            |
| 2006 | non qualificata | -            |
| 2007 | non qualificata | -            |
| 2008 | non qualificata | -            |
| 2009 | non qualificata | -            |
| 2010 | non qualificata | -            |
| 2011 | non qualificata | -            |
| 2012 | non qualificata | -            |
| 2013 | non qualificata | -            |
| 2014 | non qualificata | -            |
| 2015 | non qualificata | -            |
| 2016 | non qualificata | -            |
| 2017 | 29º posto       | Convocazioni |